# Арагуари (река)
Арагуари (также Рио-Арагуари; порт. Rio Araguari) — река на севере Бразилии, вторая по величине река штата Амапа (после реки Амазонка).
Длина 380 км, берёт начало на западном склоне возвышенности Серра-Ломбарда, течёт на юг до муниципального Серра-ду-Навиу, затем на юго-восток до Порту-Гранде, где в неё впадает приток Амапари, и, после серии порогов направляется к северо-востоку, где образует извилистый эстуарий при впадении в Атлантический океан.
На реке расположены населённые пункты: Калсуэни, Серра-ду-Навиу, Педра-Бранка-ду-Амапари, Феррейра-Гомис, Тартаругальзинью, Кутиас, Амапа (село) и Макапа, столица штата. На реке есть 7 порогов: Анта, Аррепендидо, Анта-Горда, Педрас, Кальдерон, Паредон и Аракари.
В XIX веке по Арагуари проходила крайняя граница территориальных претензий Франции.